# 韦尔霍片耶农村居民点
韦尔霍片耶农村居民点（俄语：Верхопенское сельское поселение）是俄罗斯联邦别尔哥罗德州伊夫尼亚区所属的一个农村居民点。其下辖有3个居民点，行政中心为韦尔霍片耶。据2016年统计，该农村居民点的人口为2645人。